# Patricia Soman
Pour les articles homonymes, voir Soman (homonymie).
Patricia Soman, née le 12 août 1981, est une athlète de Côte d'Ivoire. En 2008, elle remporte la médaille de bronze du saut en longueur des Championnats d'Afrique en réalisant un bond à 6,13 mètres. Elle a été sélectionnée dans l'équipe nationale pour les Jeux olympiques 2008.

## Palmarès

### Championnats d'Afrique
- Championnats d'Afrique d'athlétisme 2008 à Addis-Abeba :
  -  Médaille de bronze du saut en longueur